# Las tragedias grotescas
Las tragedias grotescas (1907) es la continuación argumental de Los últimos románticos, ambas encuadradas en la trilogía El pasado, de Pío Baroja. La tercera es La feria de los discretos.

## Argumento
La novela empieza con el traslado de Fausto Bengoa desde su querido Barrio Latino a un barrio nuevo de la orilla derecha del Sena a instancias de su mujer, Clementina, quien va a cambiar radicalmente la manera de vivir de la familia. Clementina es ambiciosa y sensual y sus proyectos vitales son antagónicos a los de D. Fausto. A medida que transcurre la novela, el matrimonio se va separando y D. Fausto se va quedando más aislado y solitario. Incluso llega a perder la amistad y el aprecio de sus antiguos correligionarios republicanos españoles al aceptar, presionado por Clementina, una distinción de la reina Isabel II, exiliada en París. El final de la novela coincide con el estallido de la Comuna de 1871, y la descripción de ese episodio constituye el momento más sobresaliente de la novela. La frase final que pronuncia D. Fausto contemplando el desastre final de la Comuna no sólo redime a un personaje grotesco en casi toda la historia, sino que ofrece un marco de esperanza vital: «La vida, créelo, Nanette, no acaba nunca... Siempre se está al principio... y al fin».

## Significación
Esta novela ensancha notablemente el cuadro ofrecido en la novela anterior. Si la primera era esencialmente estática y descriptiva, esta es ahora mucho más dinámica y novelesca. Hay más tensión y más vida. Por otra parte, los acontecimientos históricos que en la primera novela servían sólo de marco externos, ahora aparecen como parte integrante de la acción, especialmente todo lo referido a la preparación, estallido y derrota de la Comuna.
Es más evidente también el trasfondo de crítica social y política sobre el mundo corrompido del Segundo Imperio. Sin querer establecer comparaciones, esta novela se asemeja a las que sobre ese mismo tema escribieron Maupassant (Bel-Ami, especialmente) o Émile Zola.
En cuanto a la composición de la novela, Baroja sigue el esquema de la anterior y tan querido por ese autor: escenas cortas sucesivas en las que van desfilando personajes diversos, muchos de los cuales desaparecen como meras comparsas de los protagonistas.